# Мілан Янкович
Мілан Янкович (сербохорв. Milan Janković, нар. 31 грудня 1959, Белград) — югославський футболіст, що грав на позиції півзахисника, зокрема за«Црвену Звезду» та «Реал Мадрид», а також за національну збірну Югославії. Згодом — тренер.

## Клубна кар'єра
У дорослому футболі дебютував 1978 року виступами за команду «Марибор», в якій провів три сезони, взявши участь у 45 матчах чемпіонату. 
Своєю грою за цю команду привернув увагу представників тренерського штабу столичної «Црвени Звезди», до складу якого приєднався 1981 року. Відіграв за белградську команду наступні сім сезонів своєї ігрової кар'єри, здебільшого як оснвоний гравець середньої ланки.
у сезоні 1987/88 захищав кольори команди «Реал Мадрид», здобувши у її складі титул чемпіона Іспанії, після чого перебрався до Бельгії, де протягом двох років грав за «Андерлехт».
Завершував ігрову кар'єру на батьківщині у складі «Осієка», за який виступав протягом 1990—1991 років.

## Виступи за збірні
1979 року грав у складі юнацької збірної Югославії (U-20).
1986 року дебютував в офіційних матчах у складі національної збірної Югославії. Загалом протягом кар'єри в національній команді, яка тривала чотири роки, провів у її формі 12 матчів, забивши 1 гол.

## Кар'єра тренера
Протягом 2003–2005 років тренував національну збірну Тонги.

## Титули і досягнення
- Чемпіон Іспанії (1):

«Реал Мадрид»: 1987-1988
- Володар Кубка Бельгії (1):

«Андерлехт»: 1988-1989